# جون كريستوفر فاين
جون كريستوفر فاين (بالإنجليزية: John Christopher Fine)‏ هو عالم الأحياء البحرية ومؤرخ أمريكي، ولد في 12 أكتوبر 1953 في الولايات المتحدة.